# Pseudostegana fleximediata
Pseudostegana fleximediata är en tvåvingeart som först beskrevs av Takada, Momma och Hiroshi Shima 1973.  Pseudostegana fleximediata ingår i släktet Pseudostegana och familjen daggflugor. Inga underarter finns listade i Catalogue of Life.